# 스프링벅
스프링벅은 대한민국의 음악 그룹이다. 2018년 싱글 [The wall]로 데뷔했다.

## 방송
- 락쿵 (2022) - Top47

## 수상
- 2018 EMERGENZA 세계밴드대회 한국결승전 4등
- 2018 충주호수축제 우수상
- 2018 동두천 K-rock 페스티벌 장려상
- 2021 화성시문화재단 라이징스타를찾아라 RISING STAR 4U 3등

## 음반
- The wall (2018)
- Fade Away (2021)